# Попова, Нина Васильевна (спортсменка)
Нина (в некоторых источниках Наталия) Васильевна Попова (1893 — неизвестно) — спортсменка, педагог высшей школы. Первая чемпионка России в беге на 100 м и в прыжках в длину.

## Биография
Окончила гимназию.
Спортом стала заниматься с 1909 года, тренировалась в киевском клубе «Сокол». Чемпионка Первой Всероссийской спортивной олимпиады (1913): бег 100 м (13,1 сек), прыжки в длину (4 м 12 см), серебряный призёр: прыжки в высоту, фехтование.
Поступила в школу Брониславы Нижинской, год танцевала в Киевском театре оперы и балета. Преподавала гимнастику в Киевской торговой школе. При советской власти преподавала английский язык в Уральском политехническом институте.